# Triplex Confinium
Međunarodni istraživački projekt iz povijesnih znanosti Triplex Confinium pokrenut je 1996. godine suradnjom znanstvenika, doktoranada i poslijediplomskih studenata (Zagreb, Graz i Budimpešta). 
U institucionalnom smislu Projekt je utemeljen kao zajednički poduhvat Zavoda za hrvatsku povijest (Odsjek za povijest, Filozofski fakultet, Sveučilište u Zagrebu), Abteilung für Südosteuropäische Geschichte (Universität Graz, Austrija) te Institute on Southeastern Europe (Central European University Budimpešta, Mađarska). Utemeljili su ga prof. dr. sc. Drago Roksandić i prof. dr. sc. Karl Kaser.

## Vanjske poveznice
- Triplex Confinium